# Madrassa d'Umm al-Sultan Shaban
 (mars 2024).
La  Madrassa d'Umm al-Sultan Shaban est une madrassa et un mausolée mamelouk au Caire en Égypte. Il est attribué à Khawand Baraka, la mère du sultan Al-Achraf Zayn ad-Dîn Chabân. L’édifice fut complété en 1369.

## Voir également
- Architecture mamelouke

## Référence
- (en) D. Behrens-Abouseif, Cairo of the Mamluks, Ed. I.B.Tauris, 2007, p. 219.